# Christopher William Westdal

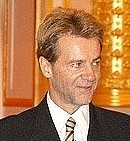
Christopher Westdal (2003).

Christopher William Westdal (* 28. Januar 1942 in Montreal, Québec) ist ein ehemaliger kanadischer Botschafter.

## Leben
Christopher Westdal studierte Bachelor of Arts am St. Johns College und Master der Betriebswirtschaftslehre an der University of Manitoba.
Christopher Westdal war von 1973 bis 1975 in Indien und Nepal akkreditiert.
Von 1970 bis 1973 betreute er als Mitglied eines Teams der University of Toronto zur Wirtschaftspolitik, die Canadian International Development Agency (CIDA kanadische Entwicklungszusammenarbeit).
Von 1987 bis 1991 leitete er im Außenministerium in Ottawa die Abteilung internationale Organisationen.
Von 1978 bis 1982 leitete er die Abteilung Ostafrika der CIDA.
| Vorgänger               | Amt | Nachfolger      |
| ----------------------- | --- | --------------- |
| Arthur Robert Wright    | kanadischer Botschafter in Myanmar 22. September 1982                                                    | Anthony Vincent |
| Arthur Robert Wright    | kanadischer Botschafter in Dhaka, Bangladesch 22. bis 23. September 1982                                 | Anthony Vincent |
| Ronald Stuart MacLean   | kanadischer Botschafter in Pretoria, Südafrika 27. August 1991                                           | Marc Brault     |
| Ronald Stuart MacLean   | kanadischer Botschafter in Maseru, Lesotho 7. November 1991                                              | Marc Brault     |
| François Antoine Mathys | kanadischer Botschafter in Kiew ernannt am 18. August 1995                                               | Derek Fraser    |
| Michel Duval            | Vertreter der kanadischen Regierung bei den Vereinten Nationen in New York City ernannt am 10. Juni 1999 | Paul Heinbecker |
| John Weekes             | Vertreter der kanadischen Regierung bei den Vereinten Nationen in Genf 30. August 1999 bis 26. Juli 2003 | Sergio Marchi   |
| Vernon George Turnerf   | kanadischer Botschafter in Moskau 15. Juli 2003 bis August 2006                                          | Anne Leahy      |
| Rodney Irwin            | kanadischer Botschafter in Jerewan 15. September 2003 bis August 2006                                    | Ralph Lysyshyn  |
| Rodney Irwin            | kanadischer Botschafter in Taschkent 15. September 2003 bis August 2006                                  | Ralph Lysyshyn  |
| Mark Moher              | kanadischer Botschafter in Dublin 25. Oktober bis 7. Dezember 2006                                       | Carl Schwenger  |